# 东施派
东施派（德語：Osterspai）是德国莱茵兰-普法尔茨州的一个市镇，位于施派东南。总面积13.00平方公里，总人口1256人，其中男性623人，女性633人（2011年12月31日），人口密度97人/平方公里。